# Latifi
Latīfī (farsi لطيفي) è una città dello shahrestān di Larestan, circoscrizione Centrale, nella provincia di Fars. Aveva, nel 2006, una popolazione di 5.731 abitanti. Si trova a est della città di Lar, a nord dell'aeroporto internazionale Larestan.